# Phomopsis stictica
Phomopsis stictica är en svampart som först beskrevs av Berk. & Broome, och fick sitt nu gällande namn av Giovanni Battista Traverso 1906. Phomopsis stictica ingår i släktet Phomopsis och familjen Diaporthaceae.   Inga underarter finns listade i Catalogue of Life.